# Kieler Rundschau
Die Kieler Rundschau (KR) war eine regionale deutsche Wochenzeitung für Schleswig-Holstein. Sie erschien – abgesehen von zwei Nullnummern im März und September 1980 – mit einer Startauflage von 10.000 Exemplaren am 23. Oktober 1980 und kam dann bis zum Sommer 1988 jeweils donnerstags heraus.

## Geschichte
Herausgeber der Zeitung war zunächst der zu diesem Zweck 1979 gegründete Verein Initiative für Pressevielfalt, der mit der KR als „unabhängige Wochenzeitung für Schleswig-Holstein“ langfristig gegen die Springer-Vielfalt im Lande und gegen den seit 1968 örtlichen Monopolisten Kieler Nachrichten antreten wollte. Die Medienkonzentration auf dem Zeitungsmarkt wurde zu jener Zeit auch unter verfassungsrechtlichen Gesichtspunkten als kritisch empfunden. Die erste Chefredaktion bestand aus Jens Reimer Prüß, Jürgen Bischoff und Harald Breuer.
Ab Mitte Januar 1981 übernahm die am 3. Dezember 1980 gegründete Kieler Rundschau GmbH (später Kieler Rundschau GmbH & Co KG) die Herausgabe der Zeitung. Petra Bauer wurde erste KR-Geschäftsführerin. Nach wiederkehrenden wirtschaftlichen Schwierigkeiten wurde die Kieler Rundschau im Sommer 1986 zu 80 Prozent an den Hamburger Privatmann Matthew J. MacDonald sowie den Kieler Winfried Bartnick, Chef des Semmel-Verlachs, verkauft, deren neuer Verlag Neue Kieler Rundschau Verlagsgesellschaft mbH fortan die Herausgabe des Blattes übernahm.
Ab 1987 wurde acht Monate lang – wieder mit einem neuen Anteilseigner und dem Chefredakteur Tom Janssen – versucht, „der einst sozial-liberal ausgerichteten KR ein neues Image zu geben. Aber auch eine ‚rot-grüne‘ KR mit Boulevard-Outfit wurde von den schleswig-holsteinischen LeserInnen nicht angenommen“. Die Konkursmasse übernahm ein Lübecker Werbekaufmann, unter dessen Regie die KR dann noch einige Monate als Anzeigenblatt erschien.
Das Startkapital hatten potenzielle Leser (weitgehend aus dem Umfeld der damals landespolitisch oppositionellen SPD) durch Zeichnung von Verlagsanteilen selbst aufgebracht. Langjährige Mitarbeiter der KR waren unter anderen Werner Knobbe (zeitweilig Geschäftsführer und Chefredakteur) und Hans-Peter Bartels.
Nach dem Vorbild der Kieler Rundschau wurden in anderen Städten ähnliche Zeitungen wie die Hamburger Rundschau, die Karlsruher Rundschau, die Heidelberger Rundschau oder die NaNa – Hannoversche Wochenschau gegründet. Außer mit diesen Zeitungen arbeitete die KR auch mit der Flensborg Avis zusammen.